# Paljasselkä
Paljasselkä är en kulle i Finland. Den ligger i Enontekis i landskapet Lappland, i den norra delen av landet, 900 km norr om huvudstaden Helsingfors. Toppen på Paljasselkä är 433 meter över havet.
Terrängen runt Paljasselkä är huvudsakligen platt. Trakten runt Paljasselkä är nära nog obefolkad, med mindre än två invånare per kvadratkilometer. Närmaste större samhälle är Hetta, 4,9 km söder om Paljasselkä. 